# Funitel de Péclet
De Funitel de Péclet is een funitel in het Franse wintersportgebied Val Thorens die in 1990 werd gebouwd. Het is de eerste ontkoppelbare funitel ter wereld, dat wil zeggen een skilift met cabines die bij het in- en uitstappen van de kabel gehaald worden. Ze werd als prototype gebouwd door de firma's Reel en Städeli-Lift onder de aannemer Denis Creissels SA in samenwerking met de beheersmaatschappij van Val Thorens, SETAM. De lift verbindt het skidorp Val Thorens met de Pécletgletsjer op de westflank van de Aiguille de Péclet en is een van vier funitels in Val Thorens.